# 超级双截龙
《超级双截龙》是一款由Technōs Japan公司制作的横向卷轴类电子游戏。本游戏最初于1992年10月6日在日本地区超级任天堂发行。
与本系列几作类似，玩家控制Bill和Jimmy，与敌人进行战斗。
《AllGame》给予本游戏5颗星中2.5颗星。